# Farkas András (tanár)
Farkas András (Rimaszombat, 1768 – 1836. november 5.)) evangélikus teológus és tanár.

## Élete
Rimaszombatról származott, a sárospataki református kollégiumban tanult, ott hallgatta a teológiát is; azután segédtanító volt; végül a rozsnyói evangélikus gimnázium igazgató-tanára lett.
Az ő vezetése alatt működő rozsnyói evangélikus iskola számos, később neves protestáns teológust és tanárt indított el tudományos pályáján, akik később is tisztelettel és hálával említették meg a nevét: így Dlhányi Józsefet, idősebb Haviár Dánielt, Vandrák Andrást, Melczer Lajost, Kramarcsik Károlyt.
1824-es tudósítás szerint a magyar nyelv oktatására nagy hangsúlyt helyező gimnázium tanulói létszáma az előző évihez képest emelkedett, ekkor összesen 403 gyermek járt ide. „Ez iskolai esztendőben következendőképen adatnak elő a’ Tudományok: I. Rector és Professor Farkas András Úr által: Erkölcsi Keresztyén Tudomány, Rhetorica, Poesis, Psychologie Empirica, Mathesis, Római Archaeologia, Classikus Auctorok’ magyarázatja, úgymint Cicero de Oratore, Cicero Beszédei, Horatius, és Virgilius Munkái mind deák nyelven, és a’ deákstílusban való Gyakorlások ’s Declamatiók. … Syntaxist az ő tulajdon könyve szerint, Epistolographiát, Prosodiát tanít, és a’ deák Stilusban való Gyakorlást igazgatja.”
Később így emlékeztek meg róla: „A jeles s remek előadású Farkas András, ki a classikusokat magyarázta…” Latin mondattani oktató-elemző könyvét Greguss Gyulának, unokájának nekrológjában is említették: „Nagyatyja is, Farkas András rozsnyói tanár, irt egy syntaxist, melyet negyedfél századnál tovább irányadóúl tekintettek iskoláinkban.”
Leánya, Lívia Greguss Mihályhoz ment nőül, így unokája a neves pedagógus és természettudós Greguss Gyula.

## Munkái
- Theoria latinae syntaxeos regulis comprehensa, exemplis classicis illustrata, usibusque juventutis accomodata. Leutschoviae, 1817.